# Vittorio Lupi
Vittorio Lupi (Ceriana, província de Imperia, Itália, 4 de abril de 1941) é um clérigo italiano e bispo católico romano emérito de Savona-Noli.
O Bispo de Ventimiglia, Agostino Rousset, ordenou-o sacerdote em 30 de maio de 1964. Lupi então trabalhou como vigário paroquial em sua paróquia natal de Ceriana antes de se tornar sub-regente do seminário da Diocese de Ventimiglia em 1968. Depois de outros cargos, incluindo pároco em Riva Ligure, ele se tornou chefe do escritório diocesano de catecismo em Ventimiglia em 1990. Em 1991, ele finalmente ascendeu ao cargo de vigário geral.
Papa Bento XVI nomeou-o bispo de Savona-Noli em 30 de novembro de 2007 e tomou posse em 1º de fevereiro do ano seguinte. O arcebispo de Gênova, o cardeal Angelo Bagnasco, concedeu sua consagração episcopal em 27 de janeiro do ano seguinte; Os co-consagradores foram Alberto Maria Careggio, bispo de Ventimiglia-San Remo, e Giacomo Barabino, ex-bispo de Ventimiglia-San Remo. Como lema escolheu Gressus meos dirige. 
Durante seu mandato, vários casos de abuso sexual na diocese de Savona-Noli foram descobertos. Por ocasião de sua demissão em janeiro de 2017, Lupi enfatizou que sempre lidou com esses casos com o melhor de sua consciência.
O Papa Francisco aceitou sua aposentadoria em 20 de outubro de 2016.